# Der Eigene

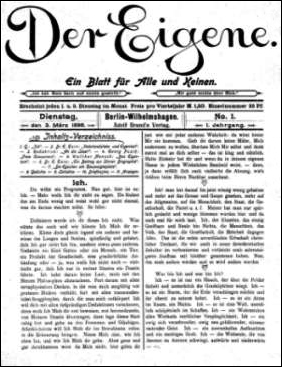
Primera edición de "Der Eigene", 1896.

Der Eigene fue la primera revista del mundo para homosexuales. Se publicó entre 1896 y 1932 por Adolf Brand. Los primeros diez números aparecían cuatro veces al año, luego se comenzó la edición mensualmente, pero en parte de forma irregular y con interrupciones.
El nombre se remonta a la obra de Max Stirner Der Einzige und sein Eigentum (El único y su propiedad). El subtítulo era Monatsschrift für Kunst und Leben (Revista mensual sobre el arte y la vida). En los primeros números también trataron temas como la filosofía de Stirner y el anarquismo, temas que apenas aparecieron en los siguientes años. Der Eigene contenía a partir de 1898 principalmente poemas, prosa, fotos de desnudos y dibujos. Los principales colaboradores fueron  Benedict Friedlaender, Klaus y Thomas Mann, Theodor Lessing, Erich Mühsam, Fidus y Sascha Schneider. 
La revista también tuvo que vérselas con la censura: en 1903 la revista se vio envuelta en un proceso judicial por la publicación del poema Die Freundschaft (La amistad), pero que fue sobreseído cuando se descubrió que el poema era de Friedrich Schiller. En 1933 hubo varios registros y confiscaciones en la casa de Brand, lo que impidió la continuación de la revista.